# Оазис Ширмахера
Оазис Ширмахера — район в центральной части Берега Принцессы Астрид, Земля Королевы Мод, Антарктида.
Представляет собой свободный ото льда участок антарктического оазиса площадью примерно 35 км², отделённый от моря Лазарева шельфовым ледником Нивлисен шириной около 80 км и окружённый с остальных сторон выводными ледниками и склоном ледникового щита.

## География
Сглаженные холмы оазиса высотой до 221 м разделены ложбинами, в которых располагаются многочисленные озёра, наиболее изученные — Диатомовое, Круглое, Зуб. Вдоль северной части оазиса расположены водоёмы, соединённые под шельфовым ледником с морем, о чём свидетельствуют отчётливо выраженные приливные колебания уровня воды.

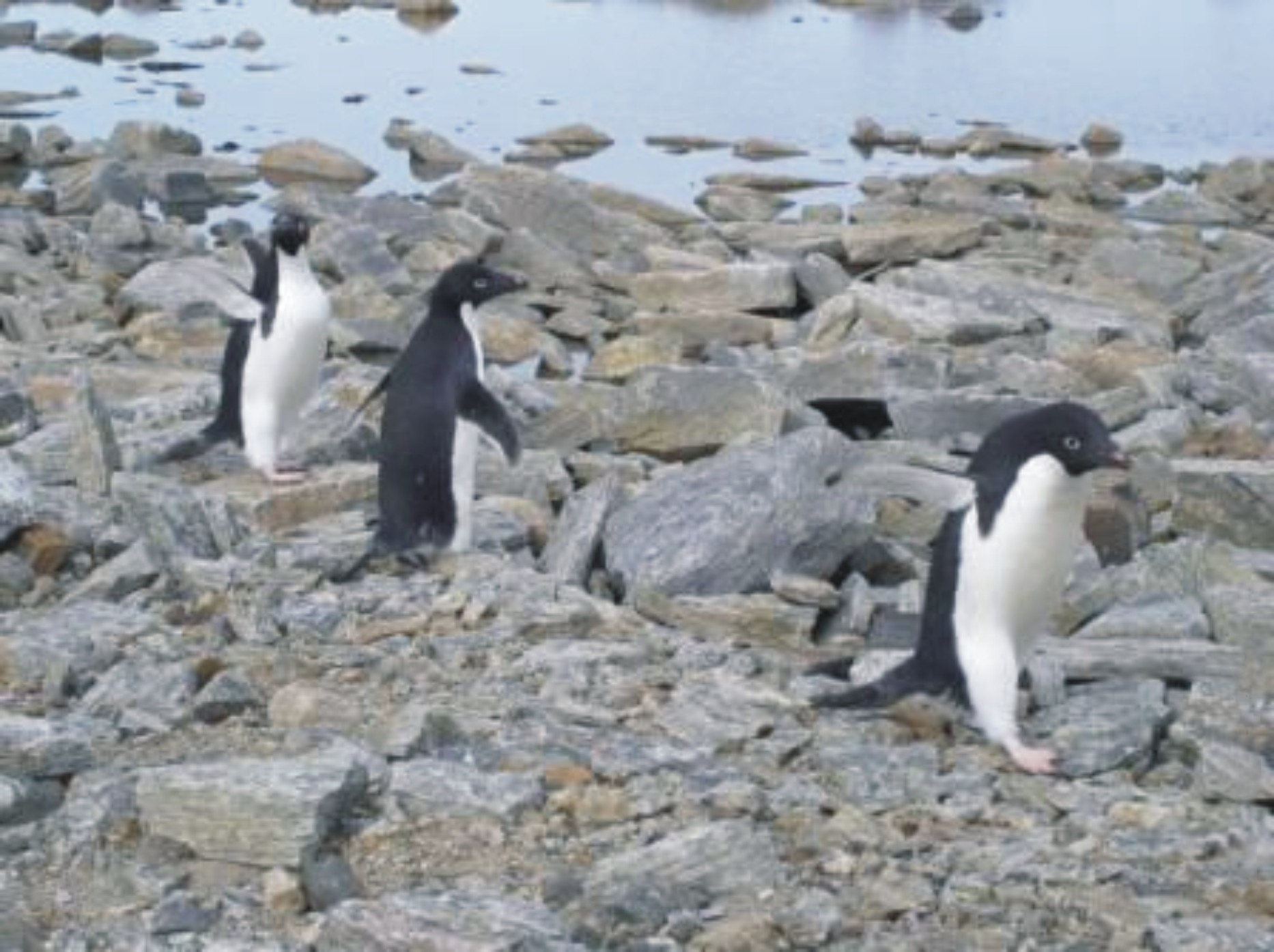
Пингвины Адели в оазисе Ширмахера

Восточную окраину оазиса образует горный кряж и одновременно мыс Руссескагет.

## Климат
Климат оазиса Ширмахера относительно мягкий для Антарктики, среднегодовая температура составляет −10,4 °C, среднегодовая скорость ветра — 9,7 м/с, среднегодовое количество осадков — 264,5 мм, количество солнечных часов в месяц — 350. Из-за свойств подстилающей поверхности (грунт, скалы, водные поверхности), температура воздуха в оазисе в течение года выше, чем на окружающих ледниках в среднем на 1-2 °С. Среднее годовое значение относительной влажности составляет 50 %.

## История изучения
Оазис был открыт в 1939 году немецкой экспедицией А. Ричера в процессе исследования Новой Швабии. Лётчики люфтваффе проделали огромную работу по съёмке местности, поэтому данный район был назван в честь участника экспедиции — пилота Р. Ширмахера (нем. Richardheinrich Schirmacher).
На территории оазиса Ширмахера располагается антарктическая станция Новолазаревская, а также вторая постоянная антарктическая станция Индии Майтри.